# تمنع
تمنع، مدينة يمنية قديمة كانت عاصمة مملكة قتبان ومركزاً مهماً لاستراحة القوافل على طريق البخور التجاري القديم الذي كان يمتد من الهند حتى سواحل البحر المتوسط وروما مروراً باليمن والحجاز والبتراء. تقع مدينة تمنع حالياً قرب مدينة بيحان غرب اليمن. بدأ التنقيب في آثار تمنع في خمسينيات القرن العشرين على يد مجموعة تنقيب أمريكية.
تقع على الضفة اليسرى من أسفل وادي بيحان، ومحلها اليوم موقع أثري يسمى هَجَر كُحلان. ورغم أن الاسم تمنع ورد كثيراً في النقوش اليمنية القديمة، إلا أن قراءة الاسم في كتابات المحدثين لم تستقر على صيغة واحدة. وسبب ذلك أن الدارسين الأوروبيين اعتمدوا في قراءته على تهجئته كما وردت في المصادر القديمة. وربطوا بينه وبين تمنة اسم القبيلة الأدومية التي جاء ذكرها في التوراة، وقد قلدهم في ذلك عدد وافر من المؤلفين العرب المحدثين، فمن ذلك على سبيل المثال ما ورد في معجم يمني حديث كتب الاسم تمنع بصيغته التوراتية تمن، وكذلك استعملت الصيغة نفسها اسماً لأحد الشوارع في مدينة يمنية كبيرة.

## نبذة
كانت تمنع قديمة تقع على طريق اللبان. ومما يدل على أهميتها التجارية ما ذكرته النقوش من وجود جماعات معينية وبعض قبائل أمير كانت تقيم بالعاصمة القتبانية.
والمعروف أن المعينيين وقبائل أمير أشهر المشتغلين بالجمال عماد النقل البري على امتداد طريق اللبان الطويل. وفي تمنع لا تزال إلى اليوم بقايا مسلة قتبانية نقشت على جوانبها أحكام التجارة في سوق المدينة لتروي طرفاً من ازدهار تلك العاصمة المنسية التي تنتظر التنقيب الشامل لتكشف تاريخها الذي طمرته الرمال.
وفي نهاية عام 1999م توصلت بعثة أثرية إيطالية فرنسية إلى اكتشاف معبد قديم في تمنع يعود تاريخه إلى الفترة ما بين القرون الثلاثة قبل الميلاد والقرنين الأول والثاني بعد الميلاد، وهي فترة ازدهار مملكة قتبان، ومساحة المعبد تصل إلى 23.5 متراً، بالإضافة إلى أن المعبد المكتشف واسمه معبد يشهل كان مكرساً للمعبودية القتبانية "أثيره"، وقد قام على أنقاض معبد سابق يعود تاريخه إلى القرن السابع وربما الثامن قبل الميلاد، وقد كان هذا المعبد هو الرابع الذي يتم اكتشافه في تمنع، كما عثر أيضاً على 185 قطعة أثرية وكذلك على 43 نقشاً صغيراً من بينها نقش مكتوب بخط سير المحراث يذكر معبودين جديدين لمملكة قتبان هما ورخ وصورت، ويؤرخ النقش في القرن السابع قبل الميلاد.